# Hendrik Grünholz
Hendrik Grünholz (10 september 1975) is een Nederlands voormalig voetballer, die als een middenvelder speelde.
Grünholz speelde tussen 1998 en 2001 bij ADO Den Haag. Waar hij 16 wedstrijden speelden in de Eerste divisie en 2 wedstrijden in de KNVB Beker. Vervolgens speelde hij bij SVV Scheveningen en FC S'Gravenzande, waarna hij stopte met voetballen.